# كاسالي داودا
كاسالي داودا (بالفرنسية: Kassaly Daouda)‏ (مواليد 19 أغسطس 1983 في نيامي) لاعب كرة قدم نيجري دولي يجيد اللعب في مركز حارس مرمى . يلعب حاليا لصالح نادي كوتون سبورت الكاميروني منذ 2007 .

## روابط خارجية
- كاسالي داودا على موقع الاتحاد الدولي (مؤرشف)  (الإنجليزية)
- كاسالي داودا على موقع قاعدة بيانات كرة القدم.إي يو (الإنجليزية)
- كاسالي داودا على موقع ناشيونال فوتبول تيمز (الإنجليزية)
- كاسالي داودا على موقع Soccerway.com (الإنجليزية)
- كاسالي داودا على موقع عالم كرة القدم.نت (الإنجليزية)